# Przetchlinka (botanika)

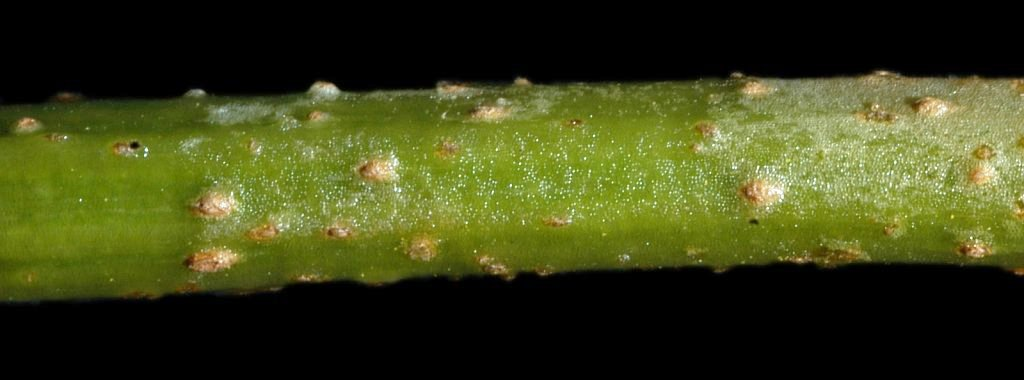
Przetchlinki na pędzie bzu czarnego

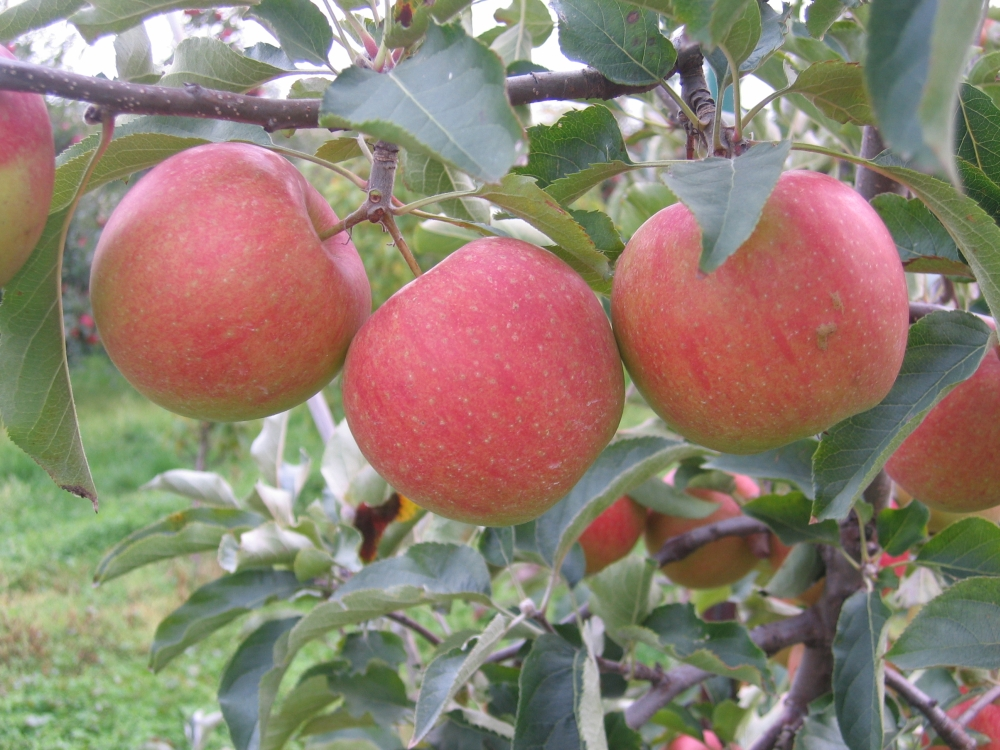
Owoce odmiany Szampion z widocznymi dużymi szarymi przetchlinkami na powierzchni

Przetchlinka – otwór w nieprzepuszczalnej powłoce organizmów lądowych, umożliwiający wymianę gazową. Wyróżnia się przetchlinki: zwierzęcą i roślinną. 
Przetchlinka roślinna występuje w tkance okrywającej łodygi i korzenie, sięgając w głąb rośliny poprzez warstwę łyka i korka.
Są to fragmenty korka, w których komórki są luźno rozmieszczone. Przetchlinki powstają zarówno na pędach, jak też na korzeniach. Powstają one zwykle pod szparkami, często również ponad wielopiętrowymi promieniami rdzeniowymi, zwykle jednocześnie z tworzeniem się korka lub nawet nieco wcześniej.
Przetchlinki można uznać za wyodrębnione składniki wtórnej tkanki okrywającej, chociaż pochodzenie korka i przetchlinek jest wspólne. Są one wynikiem działania miazgi korkotwórczej, która na odcinku przetchlinki wykazuje szczególnie wzmożoną aktywność, tj. wytwarza obficie w kierunku na zewnątrz luźno ułożone nieskorkowaciałe komórki, zwane komórkami wypełniającymi. Naciskając na epidermę podnoszą ją do góry i w końcu przerywają. Niekiedy jednak miazga korkotwórcza produkuje również komórki skorkowaciałe, ściślej obok siebie ułożone, o wąskich przestworach komórkowych. Warstwy te ulegają jednak z czasem przerwaniu pod naciskiem nowo tworzonych komórek wypełniających przetchlinki.